# One in a Million (canção de Hannah Montana)
"One in a Million" é uma música da artista alemã Sandy Mölling de seu álbum de estreia de 2004, Unexpected. Foi regravado por Hannah Montana (Miley Cyrus) para a trilha sonora da segunda temporada da série de TV Hannah Montana e lançado no álbum Hannah Montana 2: Meet Miley Cyrus (2007).
A versão da música de Mölling inclui o verso "I feel drunk but I am sober / And I'm smiling all over / Every time I see the sparkle in your eyes" (Sinto-me bêbada, mas estou sóbria / E estou sorrindo por toda a parte / Toda vez que vejo o brilho nos seus olhos), enquanto para a versão de Hannah Montana, o verso foi mudado para "Can't believe that I'm so lucky / I have never felt so happy / Every time I see the sparkle in your eyes" (Não acredito que sou tão sortuda / Nunca me senti tão feliz / Toda vez que vejo o brilho nos seus olhos).
A música apareceu em Hannah Montana nos seguintes episódios: "You Are So Sue-able to Me", como uma música de fundo de Jackson; "Achy Jakey Heart (Part 1)", como tema de encerramento; e "Song Sung Bad", em que Lilly pede a Miley para que grave "One in a Million" para o aniversário de sua mãe, pois é a sua música favorita de Hannah. Mas Miley decide que Lilly que devia gravar a música, pois assim a sua mãe iria gostar mais.
A música também foi regravada pela cantora japonesa Anna Tsuchiya, que mudou toda a letra para que permanecesse apenas a música. A canção chama-se "Blue Moon" e está presente na lista de faixas do seu single de 2006 "Slap that Naughty Body/My Fate".

## Desempenho nas paradas
| Parada (2008)                                 | Melhor posição |
| --------------------------------------------- | -------------- |
| U.S. Billboard Bubbling Under Hot 100 Singles | 12             |
| U.S. Billboard Pop 100                        | 96             |